# 트레인 (밴드)
트레인(Train)은 미국 캘리포니아 샌프란시스코 출신의 밴드이다. 현재 밴드의 멤버는 패트릭 모나한 (보컬)와 드류 쇼얼스 (드럼, 타악기), 루이스 말도나도 (기타), 제리 베커 (키보드, 기타, 백킹 보컬), 헥터 말도나도 (베이스, 백킹 보컬), 니키타 휴스턴 (백킹 보컬), 그리고 사카이 스미스 (백킹 보컬)로 구성돼 있다. 트레인은 1993년 오리지널 멤버인 랍 하치키스, 찰리 콜린, 패트릭 모나한, 스캇 언더우드, 그리고 지미 스태포드 이렇게 5명에서 결성되었으며, 1998년 데뷔 앨범 «Train»을 발매하면서 주목받기 시작한다. 데뷔앨범 «Train»의 타이틀곡 «Meet Virginia»는 당시 히트를 친 곡이다. 트레인의 두 번째 정규 앨범 «Drops of Jupiter»는 2001년 발매되었고 밴드를 알리는 결정적인 역할을 하였다. 앨범의 리드 싱글 "Drops of Jupiter (Tell Me)"는 국제적인 성공을 거두었고 2002년, 트레인은 이곡으로 두개의 그래미 상을 수상하게 된다. 이 앨범은 미국과 캐나다에서 더블 플래티넘 판매 인정을 받았고, 이후로도 최다 판매 기록을 가진 음반이다.
트레인의 세 번째 정규 음반, «My Private Nation»은 2003년에 발매되었고, 밴드의 계속된 흥행으로 미국에서 플래티넘 인증을 받았다. 랍 하치키스와 찰리콜린이 이 음반 발매이후 탈퇴하고, 남은 멤버들은 2006년 네 번째 정규 음반 «For Me, It's You»를 발매한다. 이 음반의 경우 전반적으로 좋은 평가를 받음에도 불구하고 상업적인 성공은 거두지 못하였다. 이후, 트레인은 3년간 공백기를 가지게 된다.
2002년을 정점으로 서서히 추락한 트레인은 2009년, 다섯 번째 정규 음반 «Save Me, San Francisco»로 당당히 재기에 성공하게 되는데, 리드 싱글앨범 "Hey, Soul Sister"은 RIAA의 5x 멀티플래티넘 판매기록 인증을 받았고, 이후 발매된 싱글 "If It's Love"(빌보드 핫100차트 34위 기록)와 "Marry Me"(빌보드 핫100차트 34위 기록) 모두 상업적으로 흥행한 것이다. 정규 음반으로는 플래티넘 인증을 받았다.
트레인의 10번째 정규 음반 «A Girl, a Bottle, a Boat»이 미국에서 현지시각으로 2017년 1월 27일 발매되었다.

## 역사

### 1집 Train (1998년-2000년)
밴드 결성이후 트레인은 지속적으로 컬럼비아 레코드와 계약을 맺으려고 하지만 거절당한다. 그래서 데뷔앨범 «Train»은 레이블 없이 독립적이었는데, 그럼에도 불구하고 대중의 주목을 받았다.
트레인의 동명 음반인 «Train»은 1998년 2월 24일 발매되었으며, 여러 가지 버전의 음반이 있으며 각각의 버전은 수록곡이 다르다. 이 음반은 25,000달러로 제작되었고, 3개의 싱글이 발매되었다. 첫 번째 싱글 "Free"는 락 스테이션과 같은 곳에서 인기를 받았다. 두 번째 싱글 Meet Virginia"는 빌보드 핫100차트에서 20위로 진입했는데, 최고 15위까지 기록하기도 했다. 그리고 세 번째 싱글 "I Am"까지 모두 발매된 뒤 밴드는 국가적인 명성을 얻기 시작했고, RIAA에게 플래티넘 판매인증을 받았다. 데뷔앨범이 성공함에 따라 밴드는 다음앨범 준비에 나섰다.

### 2집 Drops of Jupiter (2001년-2004년)
트레인의 두 번째 정규음반 «Drops of Jupiter»은 브렌든 오브리언에 의해 제작되었고, 음반의 공식적인 발매 이전에 밴드는 리드싱글 "Drops of Jupiter (Tell Me)를 발매했다. 이 싱글은 거대한 성공을 거두었는데 2001년 3월 10일 빌보드 핫100차트에 진입한후, 차트가 갱신될 때까지 1년넘게 (53주 동안) 차트에 머물렀다. 이곡으로 트레인은 그래미상에서 최고 락노래상과 최고변주상을 받았다.
«Drops of Jupiter»는 2001년 3월 27일 발매되었고 리드싱글의 성공을 이어 트레인의 첫 번째 멀티플래티넘 정규음반이 되었다. 이 음반은 빌보드 200차트에서 6위까지 기록하였다. 이 곡은 영국에서도 성공을 거두었는데, 영국 국내음반차트에서 8위에 오르는 등 범국가적인 성공을 거두었다. 두 번째 싱글앨범 "She's on Fire" 또한 성공하여 2001년의 코미디프로그램 <The Animal>의 주제곡으로 사용되기도 하였다. 이 음반은 미국과 캐나다에서 더블플래티넘 인증을 받았고 호주에서도 골드인증을 받았다. <Drops of Jupiter Tour> 동안 밴드는 2001년 5월 26일 전석 매진되었던 샌프란시스코 워필드에서의 콘서트DVD를 발매하였다. 이 DVD는 "Midnight Moon"이라고 이름지어졌다. 2002년, 트레인은 에어로스미스의 클래식락 음악 "Dream On"을 MTV쇼에서 커버하도록 초청받았다. 그로부터 1년이 지난 후, 랍 하치키스는 3집 «My Private Nation»의 6곡에 참여한 뒤 밴드를 떠났고, 랍 하치키스는 솔로 음반 «Midnight Ghost»는 2004년 발매하였다

### 3집 My Private Nation (2003년-2005년)
트레인의 세 번째 정규음반 «My Private Nation»은 2003년 7월 리드싱글 "Calling All Angels"의 발매와 함께 알려졌다. "Calling All Angels"로 트레인은 세 번째로 빌보드 핫200차트 20위내 진입하는 기록을 세운다. 이 싱글은 RIAA에서 골드 판매인증을 받았다. 그리고 이 곡은 CW(미국 메이저방송사 중 하나)의 히트시리즈인 <One Tree Hill>의 클로징곡으로 사용되었다. 이 음반의 두 번째 싱글 "When I Look To The Sky" 또한 빌보드 핫100차트에 진입하였고 2004년 영화 <Jersey Girl>의 트레일러로 사용되었다. 발매 이후 2003년 10월, 베이시스트 찰리 콜린은 트레인을 탈퇴한다. 2004년, 트레인은 스파이더맨 2의 OST에 "Ordinary"라는 신곡으로 참여하는데, 이곡은 2007년 NBC 시리즈 <Heroes>에도 OST로 사용되었다. 그러나 이곡은 상업적인 성공을 거두지는 못하였다. 이 음반의 싱글들은 대체로 성공하지 못했으나, 음반 자체로는 RIAA의 플래티넘 인증을 받았다. 연이은 멤버들의 탈퇴로 트레인은 주춤하는 듯하다가도 활동을 계속하는데, 2004년 밴드는 라이브 앨범 «Alive At Last»를 발매하고 이 음반으로 라디오음악어워드에서 최고아티스트상을 수상한다.

### 4집 For Me, It's You (2005년-2006년)
이어서 트레인은 4번째 정규음반 «For Me, It's You»의 녹음에 착수하는데, 이 작업은 2005년 여름 아틀란타에서 이루어진다. 이후 2005년 11월 14일 리드싱글 "Cab"을 발매한다. 이 싱글은 그다지 성공을 거두지 못하였다. 정규음반은 2006년 1월 31일 발매되었는데, 이 음반은 빌보드 200차트 10위를 기록하였다. 그러나 상업적으로는 실패하여 오십만장 이하의 판매고를 기록함으로써 밴드로서는 최초로 RIAA의 판매인증을 받지 못하였다. 이 음반은 조니 콜트가 베이스를 연주하고 브란든 부시가 키보드를 연주하는 유일한 음반이다.

### 공백기 (2006년–2009년)
2006년 11월부터 밴드는 3년간의 공백기를 가지고 각자 멤버들은 뿔뿔히 흩어진다. 공백기 동안 밴드의 리드싱거이자 싱어송라이터인 패트릭 모나한은 2007년 10월 18일 솔로음반 «Last of Seven»을 발매했는데, 이 음반은 빌보드 200차트에서 82위를 기록하였다. 이후 패트릭 모나한은 아메리칸 아이돌의 승자 크리스 알렌에게 "The Truth"라는 곡을 써주기도 하였다. "The Truth"는 성인탑40차트에서 17위를 기록하였다.

### 5집 Save Me, San Francisco (2009년-2011년)
2009년 8월 11일, 트레인은 약 3년만에 다섯 번째 정규음반의 첫 번째 싱글을 내놓았는데, 그 싱글의 제목은 "Hey, Soul Sister"였다. 이 싱글 앨범은 두 번째 정규음반의 "Drop of Jupiter"에 버금가는 성공을 거두었는데, 2010년 1월 30일 주에 빌보드 싱글차트에서 3위를 기록했다. "Hey, Soul Sister"은 삼성의 3D 텔레비전 런칭 광고의 배경음악으로 사용되었고 이후 판매량이 더 늘었다. 이노래는 호주의 라디오방송국들에서 역사상 가장 많이 재생된 기록을 가졌으며, 2010년 아이튠즈의 최다 다운로드 횟수를 기록했고 RIAA의 5x 멀티플레티넘 판매인증을 획득하였다. 정규음반 자체로는 빌보드200차트에서 최고 17위를 기록하였고 플래티넘 인증을 받았다. 음악 비평가들에게서 긍정적인 반응을 얻는 등 밴드는 재기에 성공하였다.
트레인은 이어서 두 번째 싱글 "If It's Love"를 발매하였는데, 이 싱글은 빌보드 핫100차트에서 34위를 기록하였다. 이는 트레인의 정규음반 두 번째 싱글 중 가장 높은 기록이다. 이어서 같은해 10월 25일 발매된 싱글 "Marry Me" 또한 빌보드 핫100차트에서 최고 34위를 기록함으로써 밴드 최초로 정규음반 싱글 3개 모두를 차트에 입성시키는 기록을 달성하였다. 두개의 싱글 모두 RIAA의 골드 인증을 받았다. 트레인은 같은해 크리스마스 시즌에 싱글 "Shake Up Christmas"를 발매하였는데, 이 노래는 코카 콜라의 2010년 글로벌 크리스마스 광고에 사용된 것으로 유명하다.

### 6집 California 37 (2012년-2013년)
트레인은 현재 여섯번째 정규음반 «California 37의 작업을 마쳤고, 앨범은 미국에서 오는 2012년 4월 17일 발매된다. 1월 17일 리드싱글 "Drive By"가 발매되었다. “Drive by"는 미국 루츠 락 밴드인 트레인의 6번째 정규 앨범 'California 37'에서 발매 한 곡이다. “Drive by"는 미국 캘리포니아에서 발매되기 3개월 전인 2012년 1월 10일 앨범의 리드 싱글로 발매되었다. 이 노래는 리드 싱어 패트릭 모나한과 트레인의 2009 히트 싱글 "Hey Soul Sister"과 같은 팀인 노르웨이의 듀오 작곡가 Espen Lind, Amund Bjorklund이 작곡했다.
“Drive by"는 빌보드 핫 100의 10위를 정점으로 미국에서 히트를 쳐 탑10에 오른 3번째 밴드가 되었다. 이건 미국에서 2백만 건 이상의 판매고를 올려 2012년 7월 23일 미국 레코드협회(RIAA)에 의해 증명된 더블 프레티넘 수상이었다. 국제적으로 이 노래는 13개국에서 톱 10으로 선정되었다.

## 발매한 음반목록

### 정규음반
- Train (1998년)
- Drops of Jupiter (2001년)
- My Private Nation (2003년)
- For Me, It's You (2006년)
- Save Me, San Francisco (2009년)
- California 37 (2012년)
- Bulletproof Picasso (2014년)
- A Girl, a Bottle, a Boat (2017년)

## 수상

### 그래미 상
그래미 상은 미국의 국립예술과학학회에 의해 매년 시상된다. 트레인은 총 여덟번 후보로 지명되었고 세번 수상하였다. 최근 트레인은 2011년 "Hey, Soul Sister"의 라이브 버전으로 후보로 지명된 바 있다.
| 연도 | 가수 혹은 노래               | 시상분야                         | 결과 |
| ---- | ---------------------------- | -------------------------------- | ---- |
| 2002 | "Drops of Jupiter (Tell Me)" | 올해의 음반                      | 후보 |
| 2002 | "Drops of Jupiter (Tell Me)" | 올해의 노래                      | 후보 |
| 2002 | "Drops of Jupiter (Tell Me)" | 최고 락퍼포먼스 (듀오 혹은 그룹) | 후보 |
| 2002 | "Drops of Jupiter (Tell Me)" | 최고 락음악                      | 수상 |
| 2002 | "Drops of Jupiter (Tell Me)" | 최고 반주 변주                   | 수상 |
| 2004 | "Calling All Angels"         | 최고 락퍼포먼스 (듀오 혹은 그룹) | 후보 |
| 2004 | "Calling All Angels"         | 최고 락음악                      | 후보 |
| 2011 | "Hey, Soul Sister" (라이브)  | 최고 팝퍼포먼스 (듀오 혹은 그룹) | 수상 |

### 아메리칸 뮤직어워드
아메리칸 뮤직어워드는 음반 구매자들의 투표로 수상이 결정되며, 따라서 결과가 보다 대중적이다. 트레인은 세번 후보로 지명되었다.
| 연도 | 가수   | 시상분야                                   | 결과 |
| ---- | ------ | ------------------------------------------ | ---- |
| 2010 | 트레인 | 가장 좋아하는 밴드, 듀오 혹은 그룹 (팝/락) | 후보 |
| 2010 | 트레인 | 가장 좋아하는 아티스트 (성인)              | 후보 |
| 2012 | 트레인 | 가장 좋아하는 아티스트 (성인)              | 후보 |

### 기타 수상과 후보지명
빌보드 뮤직어워드
| 연도 | 가수 혹은 노래     | 시상분야       | 결과 |
| ---- | ------------------ | -------------- | ---- |
| 2011 | 트레인             | 탑 락 아티스트 | 수상 |
| 2011 | "Hey, Soul Sister" | 탑 락 음악     | 수상 |

ASCAP 팝 뮤직 어워드
| 연도 | 노래               | 시상분야    | 결과 |
| ---- | ------------------ | ----------- | ---- |
| 2011 | "Hey, Soul Sister" | 올해의 노래 | 수상 |

CMT 뮤직 어워드
| 연도 | 노래                                   | 시상분야            | 결과 |
| ---- | -------------------------------------- | ------------------- | ---- |
| 2011 | "A Broken Wing" (with Martina McBride) | CMT 올해의 퍼포먼스 | 후보 |

니켈로디언 키즈 초이스 어워드
| 연도 | 노래               | 시상분야           | 결과 |
| ---- | ------------------ | ------------------ | ---- |
| 2011 | "Hey, Soul Sister" | 가장 좋아하는 노래 | 후보 |

## 밴드 구성원
현재 구성원
- 패트릭 모나한 - 리드 보컬, 타악기
- 제리 베커 - 키보드, 기타, 백킹 보컬
- 헥터 말도나도 - 베이스, 백킹 보컬
- 니키타 휴스턴 - 백킹 보컬
- 사카이 스미스 - 백킹 보컬
- 드류 쇼얼스 - 드럼, 백킹 보컬
- 루이스 말도나도 - 기타

투어멤버
- 토니 로파신스키 - 기타
- 아나 렌천틴 - 첼로, 타악기, 백킹 보컬
- 브라이언 스위처 - 트럼펫

과거 구성원
- 지미 스태포드 - 기타, 백킹 보컬
- 랍 하치키스 - 기타, 백킹 보컬
- 찰리 콜린 - 베이스
- 브랜던 부시 - 키보드
- 조니 콜트 - 베이스
- 스캇 언더우드 - 드럼, 타악기